# 11173 Jayanderson
11173 Jayanderson este un asteroid din centura principală de asteroizi.

## Descriere
11173 Jayanderson este un asteroid din centura principală de asteroizi. A fost descoperit pe 20 martie 1998 la Socorro, New Mexico, în cadrul proiectului LINEAR. Asteroidul prezintă o orbită caracterizată de o semiaxă mare de 2,45 ua, o excentricitate de 0,14 și o înclinație de 2,5° în raport cu ecliptica.